# Distrikt Tongod (Malaysia)
Der Tongod District ist ein Verwaltungsbezirk im malaysischen Bundesstaat Sabah. Verwaltungssitz ist die Kleinstadt Tongod. Der Distrikt Tongod ist Teil des Gebietes Sandakan Division, zu dem die Distrikte Beluran, Kinabatangan, Sandakan und Tongod gehören.

## Geschichte
Der heutige Distrikt wurde 1977 zunächst als Unterdistrikt des Distriktes Kota Kinabatangan eingerichtet. Der daerah kecil („Kleindistrikt“) wurde Charles Andau aus Keningau anvertraut, der im Rang eines „ADO“ (assistant district officer) stand und formell dem district officer des Distrikts Kinabatangan unterstellt war.
Am 1. März 1999 wurde Tongod zum eigenständigen Distrikt erhoben. Zum ersten district officer wurde mit Wirkung zum 24. Mai 1999 Major Matthew Sator aus Ranau bestellt. Mit der Erhebung in den Status eines vollwertigen Distrikts ging auch der Bau eines neuen Verwaltungsgebäudes einher, das das erste Sekretariatsgebäude ablöste.

## Demographie
Tongod hat 42.742 Einwohner (Stand: 2020). Die Bevölkerung des gesamten Distrikts betrug laut der Volkszählung im Jahr 2010 35.341 Einwohner. Bezogen auf die Gesamtfläche von 10.052 km² handelt es sich um einen schwach besiedelten Distrikt.

## Religion
Die Mehrzahl der Einwohner des Distrikts sind Angehörige unterschiedlicher christlicher Glaubensrichtungen (70 %). Weitere 29 % sind Muslime; die übrigen Einwohner sind Buddhisten (0,8 %) oder als „Sonstige“ gelistet (0,2 %).